# Territorio del Nevada

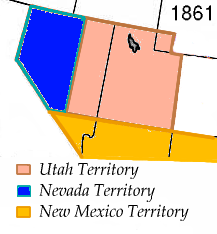
I Territori del Nevada, dello Utah e del Nuovo Messico.

Il Territorio del Nevada è stato un territorio organizzato degli Stati Uniti esistito tra il 2 marzo 1861 e il 31 ottobre 1864, quando fu ammesso all'Unione come Stato del Nevada.

## Storia
Prima della sua creazione, l'area era la parte occidentale del Territorio dello Utah, ed era nota come Washoe, dall'omonimo popolo indigeno. La separazione dei due territori avvenne a causa dell'animosità (e in alcuni casi della violenza) tra i cristiani che abitavano il Nevada e i mormoni che costituivano la popolazione del resto dello Utah.
Nonostante l'aumento della popolazione, causato dalla sua ricchezza di argento, il Nevada non era abbastanza popoloso per richiedere di essere ammesso come stato; tuttavia, questo problema passò in secondo piano a causa della necessità di argento dell'Unione e dall'opposizione alla schiavitù della sua popolazione.
I due governatori del territorio furono prima Isaac Roop (provvisorio), e poi James Warren Nye.

## Geografia
Il confine orientale del Territorio del Nevada fu inizialmente definito al 116º meridiano ovest, ma, dopo la scoperta dell'oro a est di questa linea, la delegazione del Nevada al Congresso chiese lo spostamento del confine al 115º meridiano, che fu concesso nel 1862. Due anni dopo, il confine fu spostato al 114º meridiano, diminuendo ancora lo Utah.
Il limite meridionale del Territorio era stato posto al 37º parallelo nord; nel 1867, quando il Nevada era già diventato uno stato, il Nevada incorporò la parte più occidentale del Territorio dell'Arizona; le proteste di quest'ultimo furono poco ascoltate, in parte perché l'Arizona si era schierato con i Confederati.
La capitale territoriale fu prima, provvisoriamente, Genoa, e poi Carson City.